# ネナード・ビェリツァ
ネナード・ビェリツァ（セルビア・クロアチア語: Nenad Bjelica, Ненад Бјелица、発音: [něnaːd bjělitsa]、1971年8月21日 - ）は、クロアチアの元サッカー選手、現サッカー指導者。元クロアチア代表選手。選手時代のポジションはMF。

## クラブ歴
オシエクに生まれ、地元のNKメタラツ・オシエクでサッカーを始めた。翌年にNKオシエクに移り、その翌年に選手となった。
1993年にアルバセテ・バロンピエに移籍しスペインデビュー。1996年にレアル・ベティスに移籍。1998年にUDラス・パルマスに移籍したが、怪我の為に出場出来ない時期があった。
1999年にオシエクに復帰。UEFAカップでも出場を重ねた。
2001年に1.FCカイザースラウテルンに移籍。
2004年にFCアドミラ・ヴァッカー・メードリングに移籍。2006年にFCケルンテンに移籍し、2008年に引退した。

## 代表歴
2001年2月28日に行われたオーストリア代表との親善試合でクロアチア代表初出場を記録。UEFA EURO 2004のメンバーにも選出されたが、同年限りで代表を引退した。

## 監督歴

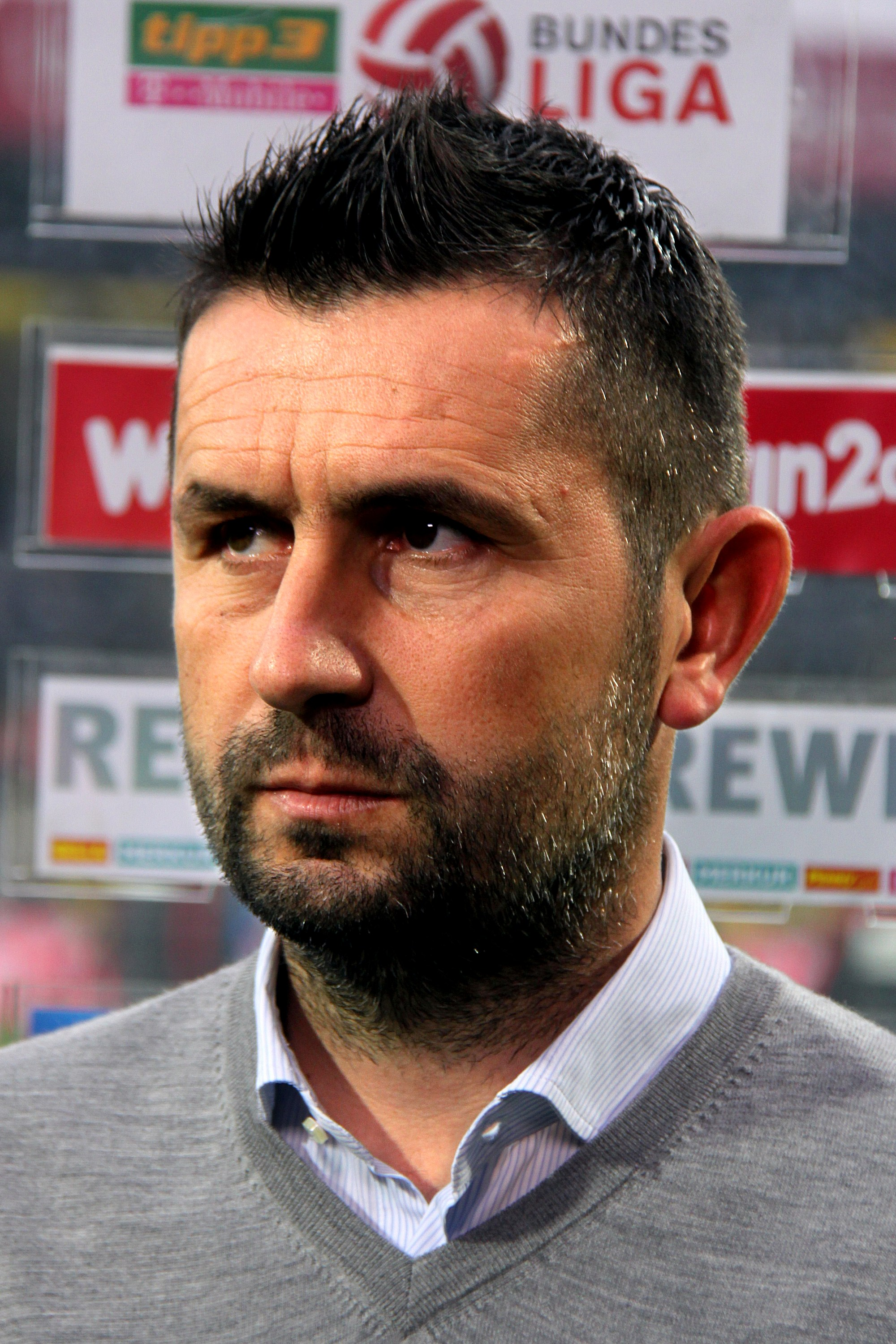
2013年10月、FKアウストリア・ウィーン監督時代

2007年9月15日、選手兼任監督としてケルンテンで監督業を始めた。2008年7月1日から専任監督となった。
2009年3月から12月にはFCルステナウ07の監督を務めた。2010年5月にヴォルフスベルガーACの監督に就任すると2013年6月まで監督を務めた。同月17日にFKアウストリア・ウィーンの監督に就任、UEFAチャンピオンズリーグ 2013-14では予選でNKディナモ・ザグレブに勝利し、本戦に進出した。しかし2014年1月16日にUEFAヨーロッパリーグの出場権を逃し、解任された。
2014年6月、セリエBのスペツィア・カルチョの監督に就任。2016年8月30日にはレフ・ポズナンの監督に就任した。2018年5月10日に契約満了。
2018年5月15日に2年契約でディナモ・ザグレブの監督に就任した。UEFAヨーロッパリーグ 2018-19 グループリーグに進出した他、UEFAチャンピオンズリーグ 2019-20ではアタランタBCを4-0で破るなどの成績を残した。2020年4月16日にディナモ・ザグレブはコーチ陣全員を解任した。
2020年9月、3戦未勝利のイヴィツァ・クレシェヴィッチ監督を解任したオシエクが後任としてビェリツァを就任させた。

## 私生活
父は在クロアチア・モンテネグロ系人、母はクロアチア人。1997年に結婚し、息子が二人いる。そのうち、ルカ・ビェリツァは元サッカー選手である。